# مایکا رویتر-هولی
مایکا رویتر-هولی (انگلیسی: Maika Ruyter-Hooley؛ زادهٔ ۴ دسامبر ۱۹۸۷) بازیکن فوتبال اهل استرالیا است.